# Chorvatská liga ledního hokeje 1996/1997
Chorvatská liga ledního hokeje 1996/1997 byla šestou sezónou Chorvatské hokejové ligy v Chorvatsku, které se zúčastnily celkem 4 týmy. Ze soutěže se nesestupovalo.

## Systém soutěže
V základní části každé družstvo neodehrálo stejný počet zápasů. Všechny týmy po skončení základní části postoupily do playoff. Semifinále se hrálo na 2 vítězná utkání. Postupující do finále hráli na tři vítězná utkání.

## Základní část
| Vysvětlivka            |
| ---------------------- |
| Postupující do playoff |

| Poř. | Tým                | Z  | V | R | P | VG | OG  | B  |
| ---- | ------------------ | -- | - | - | - | -- | --- | -- |
| 1.   | KHL Medveščak      | 10 | 8 | 2 | 0 | 87 | 28  | 18 |
| 2.   | KHL Zagreb         | 11 | 6 | 3 | 2 | 92 | 32  | 15 |
| 3.   | KHL Mladost Zagreb | 12 | 4 | 1 | 7 | 66 | 77  | 9  |
| 4.   | HK INA Sisak       | 9  | 0 | 0 | 9 | 20 | 128 | 0  |

## Playoff

### Pavouk
|  | Semifinále | Semifinále         | Semifinále |  |  | Finále | Finále        | Finále |
|  |            |                    |            |  |  |        |               |        |
|  | 1          | KHL Medveščak      | 2          |  |  |        |               |        |
|  | 4          | HK INA Sisak       | 0          |  |  |        |               |        |
|  |            |                    |            |  |  | 1      | KHL Medveščak | 3      |
|  |            |                    |            |  |  | 2      | KHL Zagreb    | 0      |
|  | 2          | KHL Zagreb         | 2          |  |  |        |               |        |
|  | 3          | KHL Mladost Zagreb | 1          |  |  |        |               |        |

### Semifinále
- KHL Medveščak – HK INA Sisak 2:0 (37:2,5:0 kontumace)
- KHL Zagreb – KHL Mladost Zagreb 2:1 (3:2,2:4,6:4)

### Finále
- KHL Medveščak – KHL Zagreb 3:0 (7:0,4:2,3:2)